# Конкурс молодых музыкантов «Евровидение-1998»
Евровидение для молодых музыкантов 1998 (англ. Eurovision Young Musicians 1998) — девятый конкурс молодых музыкантов «Евровидение», который прошёл в Австрии в 1998 году. Финал конкурса состоялся 4 июня 1998 года на сцене Венского Концертхауса. Победу на конкурсе одержала участница из Австрии скрипачка Лидия Байх. Музыканты из Хорватии и Великобритании заняли второе и третье место соответственно.
Организаторами конкурса выступили Австрийская общественная телерадиокомпания и Европейский вещательный союз. В конкурсе приняли участие молодые музыканты в возрасте до 19 лет из 13 стран Европы. На конкурс вернулись Хорватия и Швеция, также состоялся дебют Словакии.

## Место проведения

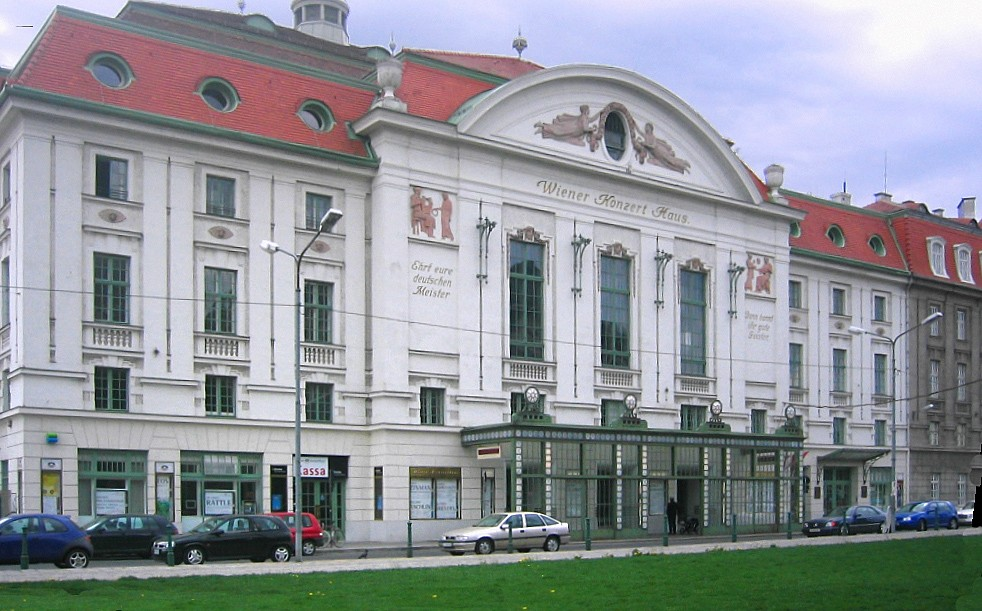
Концертхаус в Вене

Местом проведения конкурса была выбрана столица Австрии — Вена. Финал конкурса прошёл на сцене Венского Концертхауса, построенном в 1911—1913 годах в духе югендстиля с использованием орнаментальных украшений и надписей-девизов на фасаде. Проект здания был разработан Людвигом Бауманном, а также известными театральными архитекторами Фердинандом Феллнером и Германом Хельмерой.
Венский Концертхаус был открыт 19 октября 1913 года. Праздничная церемония проходила в присутствии самого Франца Иосифа Первого. К этому торжественному дню Рихард Штраус написал свою «Праздничную прелюдию». Он сам стоял за дирижёрским пультом и тогда, когда исполнялась знаменитая Девятая симфония Бетховена.
Всего Концертхаус имеет три концертных зала: Большой зал (1865 мест), Зал Моцарта (704 места) и Зал Шуберта (366 мест). Давать концерты можно сразу во всех трех залах одновременно.
С 1997 по 2000 год здание прошло полную реконструкцию, а 2001 году открылось вновь. К трём залам был пристроен четвёртый, оборудованный по последнему слову техники и ориентированный в первую очередь на современную музыку. Новый зал рассчитан на 400 мест. Совсем недавно его переименовали в Зал Берио, в честь итальянского композитора Лучано Берио.
Сегодня в стенах этого концертного зала проходят самые известные музыкальные фестивали, в том числе знаменитые «Венские музыкальные недели», а также Фестиваль старинной музыки, Венский весенний фестиваль, Международный музыкальный праздник, осенний фестиваль «Современная Вена». К слову, в Концертхаусе проводится около 750 мероприятий в течение каждого сезона. Ежегодно этот комплекс посещают до 600 тысяч слушателей.

## Формат
К участию в конкурсе допускаются молодые музыканты в возрасте от 10 до 19 лет включительно, с учётом того, что в день проведения финала им не исполнится 20 лет. Причем участниками могут стать только соло-исполнители, не задействованные на профессиональной основе (то есть не получающие прибыли от выступлений). Музыкальный инструмент и программу участник выбирает по своему усмотрению.
Каждый из участников в полуфинале (также именуется предварительным раундом или отборочным туром) и финале исполняет выбранную им программу, состоящую из классических музыкальных произведений. Оценивает выступления конкурсантов профессиональное жюри, каждый член которого обязан присудить баллы от 1 до 10 каждому исполнителю. Из полуфинала по результатам голосования жюри в финал выходит 8 стран-участниц. В финале жюри объявляет тройку победителей.

### Ведущий и оркестр
Ведущим конкурса стал австрийский скрипач и альтист, победитель Евровидения для молодых музыкантов 1988 Юлиан Рахлин. Участникам конкурса аккомпанировал Симфонический оркестр Венского радио под руководством американского дирижёра Денниса Рассела Дэвиса.

### Жюри
В состав профессионального жюри вошло 8 человек:
- Иегуди Менухин (Председатель)
- Фридрих Долигаль
- Нана Яшвили
- Алексей Любимов
- Джек Мартин Хэндлер
- Эрик Кушнер
- Жерар Коссе
- Вадим Бродский

## Участники

### Музыканты, уже участвовавшие в конкурсе ранее

#### Выступавшие как полноценные музыканты
- Австрия: Лидия Байх (Евровидение для молодых музыкантов 1996 — 2 место)

### Полуфинал
| Страна         | Представитель         | Инструмент | Результат |
| -------------- | --------------------- | ---------- | --------- |
| Австрия        | Лидия Байх            | Скрипка    | Финалист  |
| Великобритания | Эдриан Спиллетт       | Перкуссия  | Финалист  |
| Ирландия       | Кора Венус Ланни      | Скрипка    | —         |
| Испания        | Летисия Муньос Морено | Скрипка    | —         |
| Кипр           | Николас Мелис         | Фортепиано | —         |
| Латвия         | Лаума Скриде          | Фортепиано | Финалист  |
| Норвегия       | Кристиан Линдберг     | Фортепиано | —         |
| Словакия       | Михал Стехель         | Виолончель | Финалист  |
| Словения       | Борут Загоранский     | Аккордеон  | Финалист  |
| Финляндия      | Калле Тойвио          | Фортепиано | Финалист  |
| Хорватия       | Моника Лесковар       | Виолончель | Финалист  |
| Швеция         | Дэвид Шёгрен          | Скрипка    | Финалист  |
| Эстония        | Хандо Нанкур          | Фортепиано | —         |

### Финал
| № | Страна         | Участник          | Инструмент | Произведение (Композитор)                                            | Результат    |
| - | -------------- | ----------------- | ---------- | -------------------------------------------------------------------- | ------------ |
| 1 | Великобритания | Эдриан Спиллетт   | Перкуссия  | Concerto for Percussion and Orchestra, mov. 3 (Йозеф Шуонтнер)       | Третье место |
| 2 | Финляндия      | Калле Тойвио      | Фортепиано | Concerto for Piano and Orchestra, no. 2, 1st Mov. (Сергей Прокофьев) | —            |
| 3 | Латвия         | Лаума Скриде      | Фортепиано | Concerto for Piano and Orchestra, no. 2, 3rd Mov. (Камиль Сен-Санс)  | —            |
| 4 | Словения       | Борут Загоранский | Аккордеон  | Concierto para bandoneon presto (Астор Пьяццолла)                    | —            |
| 5 | Словакия       | Михал Стехель     | Виолончель | Concerto for Violoncello and Orchestra, adagio (Эдуард Элгар)        | —            |
| 6 | Австрия        | Лидия Байх        | Скрипка    | Violin Concerto no. 5, 1st Mov. (Анри Вьётан)                        | Победитель   |
| 7 | Хорватия       | Моника Лесковар   | Виолончель | Concerto for Violoncello and Orchestra, adagio (Эдуард Элгар)        | Второе место |
| 8 | Швеция         | Дэвид Шёгрен      | Скрипка    | Violin Concerto 3rd Mov. (Пётр Ильич Чайковский)                     | —            |